# Chen (chanteur)
Dans ce nom coréen, le nom de famille, Kim, précède le nom personnel.
Pour les articles homonymes, voir Chen et Kim.
Kim Jong-dae (coréen: 김종대, Hanja: 金鐘大; né le 21 septembre 1992), mieux connu sous son nom de scène Chen (coréen: 첸), est un chanteur et danseur sud-coréen. Il est membre et est l'un des chanteurs principaux du boys band sino-sud coréen EXO et de sa sous-unité EXO-CBX et aussi ancien membre de la sous-unité EXO-M .

## Carrière

### 2011-2014: Début de carrière
En 2011, Chen est le dernier membre d'EXO sélectionné par la SM Entertainment à 18 ans, par le S.M. Casting System. Le 29 décembre 2011, il est officiellement introduit en tant que quatrième membre d'EXO. Il fait sa première apparition publique en tant que membre d'EXO avec Luhan, Tao et Kai au SBS Gayo Daejeon (en) de 2011.
Le 4 février 2014, la S.M. Entertainment révèle que SM the Ballad prépare un comeback avec de nouveaux membres, Chen étant l'un d'entre eux. Dans le second mini-album du groupe, SM the Ballad Vol. 2 – Breath, il participe à la version chinoise de la chanson-titre, "Breath" avec Zhang Liyin, et aussi sur les titres "A Day Without You" avec Jonghyun des SHINee et "When I Was... When U Were..." avec Krystal des f(x),.
En juillet 2014, Chen sort sa première chanson solo depuis ses débuts, nommée The Best Luck, qui sera utilisée comme l'OST du drama de la SBS It's Okay, That's Love, dans lequel D.O., un autre membre d'EXO a joué un second rôle. Il a reçu des récompenses pour "Best Luck" durant le 5th So-Loved Awards et le 16th Seoul International Youth Film Festival dans la catégorie "Meilleur OST par un artiste masculin" et "Meilleure chanson d'OST". Il a aussi été invité comme interprète spécial aux 3rd APAN Star Awards (en) le 11 novembre 2014 où il a interprété la chanson en live.

### Depuis 2015: Activités en solo et EXO-CBX

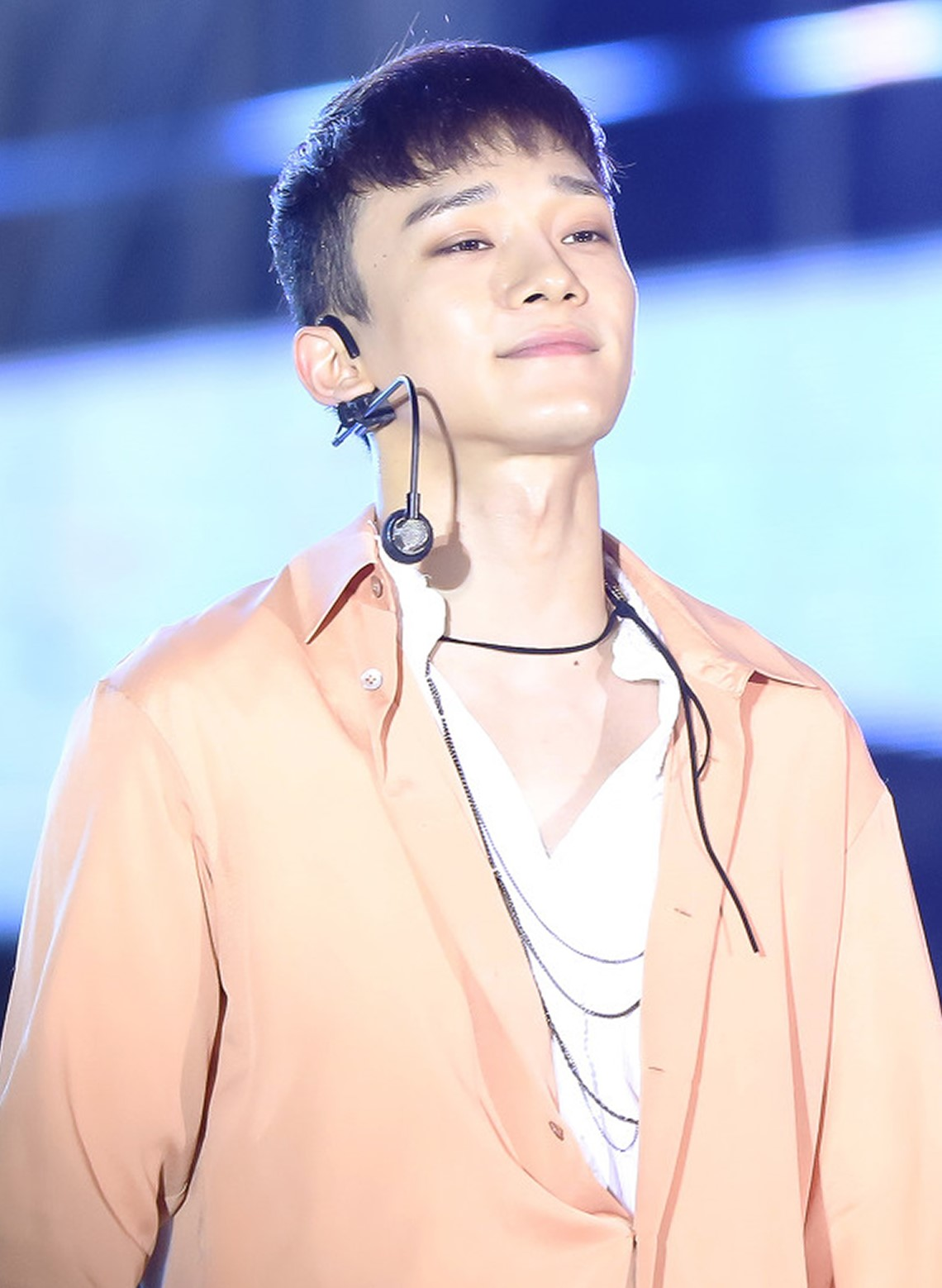
Chen au Lotte Family Festival en octobre 2016.

En mai 2015, Chen ainsi que les autres membres d'EXO Chanyeol et Baekhyun et d'autres artistes coréens ont chanté le générique appelé "The Day We Met" pour le 70e anniversaire de Gwangbok pour le programme spécial de KBS1 I Am Korea. En juin, Chen a participé à l'écriture des paroles de "Promise", une chanson pour l'album repackage du second album studio du groupe, EXODUS, avec Chanyeol et Lay. En août, il a fait ses débuts dans le milieu de la comédie musicale avec le rôle de Benny dans la production sud-coréenne de la SM C&C In the Heights. Il a également participé au onzième round du show musical télévisé King of Mask Singer sous le nom de "Legendary Guitar Man" et a terminé deuxième.
En janvier 2016, Chen a interprété la chanson "Imagine" de John Lennon avec le pianiste à renommée mondiale Steve Barakatt au Sejong Center for the Performing Arts (en), en tant que part du "Imagine Project" de l'UNICEF. En février 2016, Chen et la chanteuse sud-coréenne Punch sortent un duo intitulé "Everytime" pour la bande originale du drama Descendants of the Sun. La chanson a débuté au sommet du Gaon Digital Chart hebdomadaire. En avril, Chen et la rappeuse sud-coréenne Heize ont sorti "Lil' Something", une chanson produite par Ryu Jae-hyun, membre de Vibe (en), comme le neuvième single par semaine de la SM pour son projet musical Station. Pour l'album repackage Lotto, il a écrit les paroles du titre "She's Dreaming (꿈)". En octobre, il a collaboré avec Alesso dans une chanson intitulé "Years" pour le projet SM Station. Le même mois, SM Entertainment a annoncé qu'avec Baekhyun et Xiumin, Chen débutera dans le premier sous-groupe officiel d'EXO : EXO-CBX. Ils apparaissent pour la première fois en tant que sous-groupe le 23 octobre au Busan One Asia Festival pour l'interprétation du titre "For You", extraite du drama Moon Lovers: Scarlet Heart Ryeo. Leur premier mini-album Hey Mama! est sorti le 31 octobre.
Le 24 janvier 2017, Chen et Dynamic Duo ont sorti "Nosedive", une chanson produite pour le projet Mixxxture. En février, il a enregistré une bande originale intitulée "I'm Not Okay (안녕 못해)" pour le drama Missing 9 dans lequel son collègue Chanyeol a joué un rôle secondaire. Le 24 mai, Chen et ses compères d'EXO-CBX ont sorti un second mini-album en japonais Girls. En juillet, il a participé à l'écriture des paroles des titres "Touch It" et "Ko Ko Bop", présents dans l'album The War. En septembre, pendant une émission de radio, le chanteur a révélé son envier de chanter avec Kwon Jung Yeol (membre de 10cm). Ce dernier a de suite montré sur Instagram, d'être plus que partant pour cette collaboration. SM Entertainment a en premier lieu posté une vidéo pour mettre sur la piste de cette collaboration. Ensuite, une image teaser avec les deux artistes a été mise en ligne. On apprend alors que le single s’intitulera "Bye Babe" et que sa sortie est prévue pour le 3 novembre dans le cadre du projet SM Station. En décembre, il a écrit les paroles de "Lights Out" pour le mini-album d'hiver Universe du groupe, qu'il a interprété aux côtés de Suho, Baekhyun et D.O..
Mi-octobre 2018, le chanteur a publié une bande originale intitulée "Cherry Blossom Love Song" pour le drama 100 Days My Prince, dans lequel D.O. a joué le rôle principal. Il a également été révélé que Chanyeol et lui avaient participé à l'écriture des paroles de "Love Shot", la chanson-titre de la réédition cinquième album studio d'EXO, Don't Mess Up My Tempo.
Le 7 février 2019, Chen a enregistré "Make It Count" pour la bande originale du drama Touch Your Heart.
Le 8 mars, un média sud-coréen a révélé que le chanteur ferait ses débuts en solo courant avril. Son agence a par la suite déclaré que la date de comeback sera révélée quand elle aura été confirmée. Le 19 mars, une première image teaser est mise en ligne où l'on peut y voir le titre de son futur premier mini-album qui s'intitule April, and a flower. Il a également été révélé que cet opus contiendra six chansons, avec pour single principal "사월이 지나면 우리 헤어져요 (Beautiful Goodbye)". Chen a participé à l'écriture des paroles du titre "꽃 (Flower)". Au lendemain de sa sortie, il a été révélé que celui-ci avait pris la première place du Top Albums Charts de iTunes dans 32 pays différents et atteint la seconde place du classement Gaon Chart.
Le 13 mars, on apprend que le chanteur s'est créé sa propre chaîne YouTube, il y a mis en ligne une reprise de la chanson "고백 (Sorry)" de Yang Da-il pour célébrer le White Day. Le 10 mai, un teaser audio a été mis en ligne sur YouTube sous le titre "May We Bye", que Im Han-byul a lui-même produit. La chanson est sortie le 13 mai accompagné du clip-vidéo où l'on y voit Chen et Im Han-byul interpréter le titre et harmoniser leurs puissantes voix. Le 14 juin, il a enregistré "Rainfall", une chanson pour la bande originale du drama Chief of Staff. Le 30 juin, Chen a participé au second concert de “The Station”, une série de deux concerts organisé par SM Entertainment et Dream Maker Entertainment. Il a interprété "Bye Babe" avec 10cm, "하고 싶던 말 (Sorry Not Sorry)", "사월이 지나면 우리 헤어져요 (Beautiful Goodbye)" et "Years". le mois suivant, il a enregistré un duo avec Ailee intitulée "Love".
Le 1er octobre, il sort son second mini-album Dear my dear qui comporte six chansons avec comme single principal "Shall we?",. Au lendemain de sa sortie, il a été révélé que celui-ci avait pris la première place du Top Albums Charts de iTunes dans 36 pays différents depuis sa sortie, et a pris la tête du classement Gaon Chart. Il a par ailleurs participé à l'écriture des paroles du titre "그대에게 (My dear)".
Le 23 janvier 2020, Chen et Dynamic Duo ont sorti une nouvelle collaboration intitulée "You". En septembre, il a sorti une bande originale intitulée "Your Moonlight" pour le drama Do You Like Brahms?. Le 15 octobre, Chen a sorti un single intitulé "Hello", avant d'annoncer le lendemain à ses fans via une lettre manuscrite, qu'il entamerait dix jours plus tard son service militaire,. Il a achevé son service le 25 avril 2022.
Le 11 octobre, SM Entertainment annonce la sortie du troisième mini-album de Chen, Last Scene. Initialement prévu pour être publié le 31 octobre, l'agence a annoncé que la sortie de l'album serait reportée au 14 novembre pour respecter la période de deuil établie après l'incident qui a eu lieu à Itaewon lors du festival d'Halloween. Au lendemain de sa sortie, il a été révélé que celui-ci avait pris la première place du classement hebdomadaire de Circle Chart.

## Vie privée
Le 28 février 2017, il a été révélé que Chen a été accepté à la Cyber Université d'Hanyang afin d'y effectuer un MBA en Communication et Média.
Le 13 janvier 2020, Chen a écrit une lettre adressée à ses fans annonçant son histoire d'amour et son futur mariage. Ils ont une fille, née le 29 avril 2020. En janvier 2022, la naissance du 2e enfant de Chen a été annoncée et confirmée par son agence.

## Discographie

### Mini-albums
- 2019 : April, and a flower
- 2019 : Dear my dear
- 2022 : Last Scene

### Chansons

#### Comme artiste principal
| Année                                                                                              | Titre              | Meilleure position dans les charts | Ventes (DL)                        | Album                             |
| Année                                                                                              | Titre              | HQ Gaon                            | Ventes (DL)                        | Album                             |
| -------------------------------------------------------------------------------------------------- | ------------------ | ---------------------------------- | ---------------------------------- | --------------------------------- |
| 2014                                                                                               | Up Rising          | —                                  | Exology Chapter 1: The Lost Planet |                                   |
| 2015                                                                                               | Though I Loved You | 33                                 | - COR: 46,030+                     | 2015 Gayo Daejeon Limited Edition |
| "—" signifie que le morceau n'est pas sorti dans cette région ou n'a pas figuré dans ce classement |                    |                                    |                                    |                                   |

#### Collaborations
| 2012 | Dear My Family (en tant que membre de SM Town) | —  | —  | —  |                 | I AM. OST                          |
| 2014 | Breath (Version chinoise) (avec Zhang Liyin)   | 68 | 5  | —  | - COR: 19,290+  | SM the Ballad Vol. 2 – Breath      |
| 2014 | A Day Without You (avec Jonghyun)              | 8  | 12 | 21 | - COR: 138,388+ | SM the Ballad Vol. 2 – Breath      |
| 2014 | When I Was… When U Were… (avec Krystal)        | 31 | —  | 44 | - COR: 83,820+  | SM the Ballad Vol. 2 – Breath      |
| 2016 | Lil' Something (avec Vibe et Heize)            | 13 | —  |    | - COR: 285,631+ |                                    |
| 2016 | If We Love Again (avec Chanyeol)               |    |    |    |                 | To You Project - Sugar Man Part 32 |
| "—" signifie que le morceau n'est pas sorti dans cette région ou n'a pas figuré dans ce classement. Les positions dans les charts de Chine sont dérivées du Baidu Weekly Singles Charts. *Le Billboard Korea K-Pop Hot 100 s'est stoppé en juillet 2014. |                                                |    |    |    |                 |                                    |

#### Bande sons
| Année                                                                                              | Titre                             | Meilleure position dans les charts | Meilleure position dans les charts | Meilleure position dans les charts | Ventes (DL)     | Album                                  |
| Année                                                                                              | Titre                             | HQ Gaon                            | CHN Baidu                          | CHN V Chart                        | Ventes (DL)     | Album                                  |
| -------------------------------------------------------------------------------------------------- | --------------------------------- | ---------------------------------- | ---------------------------------- | ---------------------------------- | --------------- | -------------------------------------- |
| 2014                                                                                               | Best Luck (최고의 행운)           | 9                                  | 8                                  | —                                  | - COR: 638,264+ | OST de It's Okay, That's Love          |
| 2016                                                                                               | Everytime (avec Punch)            | 1                                  | —                                  | —                                  | - COR: 915,580+ | OST de Descendants of the Sun          |
| 2016                                                                                               | Beautiful Accident (avec Suho)    | —                                  | —                                  | 4                                  | NC              | OST de Beautiful Accident              |
| 2016                                                                                               | For You (avec Baekhyun et Xiumin) | En attente                         | En attente                         | —                                  | En attente      | OST de Moon Lovers: Scarlet Heart Ryeo |
| "—" signifie que le morceau n'est pas sorti dans cette région ou n'a pas figuré dans ce classement |                                   |                                    |                                    |                                    |                 |                                        |

### Composition de chansons
| Année | Album         | Chanson                           | Label            | Paroles  | Paroles     | Musique  | Musique |
| Année | Album         | Chanson                           | Label            | Crédités | Avec        | Crédités | Avec    |
| ----- | ------------- | --------------------------------- | ---------------- | -------- | ----------- | -------- | ------- |
| 2015  | Love Me Right | Promise (version coréenne)        | SM Entertainment | Oui      | Chanyeol    | Non      |         |
| 2015  | Love Me Right | Promise (version chinoise)        | SM Entertainment | Oui      | Lay         | Non      |         |
| 2016  | Lotto         | She's Dreaming (version coréenne) | SM Entertainment | Oui      |             | Non      |         |
| 2016  | Lotto         | She's Dreaming (version chinoise) | SM Entertainment | Oui      | Wang Ya-jun | Non      |         |

## Filmographie

### Dramas
| Année | Titre         | Chaîne        | Rôle | Notes           |
| ----- | ------------- | ------------- | ---- | --------------- |
| 2015  | EXO Next Door | Naver TV Cast | Chen | Rôle secondaire |

### Comédies musicales
| Année | Titre          | Rôle  | Notes                  |
| ----- | -------------- | ----- | ---------------------- |
| 2015  | In The Heights | Benny | Débuts dans ce domaine |

### Émissions télévisées
| Année | Titre                                | Chaîne    | Rôle         | Notes                                                          |
| ----- | ------------------------------------ | --------- | ------------ | -------------------------------------------------------------- |
| 2013  | Challenge 1000 Songs                 | SBS       | Invité       | avec Chanyeol et D.O.                                          |
| 2013  | Immortal Songs 2                     | KBS       | Invité       | Épisodes 114, 116, 118 et 119                                  |
| 2013  | Star Face-Off                        | SBS       | Invité       | avec Lay, Chanyeol et D.O.                                     |
| 2013  | Super Hit                            | Mnet      | Invité       | avec Lay, D.O., Baekhyun et Luhan                              |
| 2015  | Ding Ge Long Dong Qiang (叮咯嚨咚嗆) | CCTV      | Invité       | Épisode 6 avec Tao                                             |
| 2015  | Hello Counselor                      | KBS       | Invité       | Épisode 220 avec Chanyeol et Baekhyun                          |
| 2015  | Show! Music Core                     | MBC       | Présentateur | le 11 avril 2015                                               |
| 2015  | Guerilla Date                        | KBS       | Invité       | avec Xiumin, Chanyeol, Lay, Sehun et Kai                       |
| 2015  | King of Mask Singer                  | MBC       | Participant  | Épisodes 21 et 22 sous le nom de "Legendary Guitar Man"        |
| 2015  | Today Morning                        | MBC       | Invité       | avec Suho, Xiumin, Baekhyun et D.O.                            |
| 2016  | Radio Star                           | MBC       | Invité       | Épisode 467                                                    |
| 2016  | Fantastic Duo                        | SBS       | Invité       | Épisodes 3 et 4 avec Chanyeol, Suho, Baekhyun, Xiumin and D.O. |
| 2016  | Travel without Manager               | Cookat TV | Animateur    | Épisodes 1 à 8 avec Xiumin                                     |
| 2016  | The Visible SM                       | V App     | Invité       | Épisodes 1 à 4 avec Chanyeol et Sehun                          |
| 2016  | Sugar Man                            | JTBC      | Invité       | Épisode 32 avec Chanyeol                                       |
| 2016  | Cool Kiz On The Block 阳光艺体能     | HBTV      | Invité       | avec Chanyeol, Suho, Xiumin, Baekhyun et D.O.                  |
| 2016  | Happy Together                       | KBS       | Invité       | Épisode 456 avec Chanyeol et Suho                              |
| 2016  | The Return of Superman               | KBS       | Invité       | avec Xiumin                                                    |

### Émissions de radio
| Année | Titre                      | Chaîne          | Rôle      | Notes                                                     |
| ----- | -------------------------- | --------------- | --------- | --------------------------------------------------------- |
| 2013  | SoundK                     | Arirang Radio   | Invité    | avec Suho, Kris et Baekhyun                               |
| 2013  | Sukira Kiss the Radio      | KBS Cool FM     | Invité    | avec Lay, D.O., Baekhyun et Chanyeol                      |
| 2013  | Sukira Kiss the Radio      | KBS Cool FM     | Invité    | avec Baekhyun                                             |
| 2013  | Lee Sora's Gayo Plaza      | KBS Cool FM     | Invité    | avec Baekhyun et D.O.                                     |
| 2013  | K.Will's Youngstreet       | SBS Power FM    | Invité    | avec Baekhyun et D.O.                                     |
| 2015  | Cultwo Show                | SBS Power FM    | Invité    | avec Baekhyun, Sehun, Suho, Chanyeol, D.O., Xiumin et Kai |
| 2015  | Jonghyun's Bluenight Radio | MBC Standard FM | Invité    | avec Suho et Chanyeol                                     |
| 2015  | Kpop Planet Radio          | KBS Cool FM     | Animateur | avec D.O.                                                 |
| 2016  | Sukira Kiss the Radio      | KBS Cool FM     | Animateur | avec Sehun                                                |

### Apparitions dans des clips
| Année | Chanson                             |
| ----- | ----------------------------------- |
| 2012  | Dear My Family (avec SM Town)       |
| 2014  | The Best Luck                       |
| 2014  | No.1 (remake)                       |
| 2016  | Everytime (avec Punch)              |
| 2016  | Lil' Something (avec Vibe et Heize) |

## Récompenses et nominations
| Année | Titre                                       | Catégorie                                 | Travail nommé       | Résultat   |
| ----- | ------------------------------------------- | ----------------------------------------- | ------------------- | ---------- |
| 2014  | 16e Seoul International Youth Film Festival | Best OST by a Male Artist                 | "The Best Luck"     | Lauréat    |
| 2017  | 19e Mnet Asian Music Awards                 | Best Collaboration (avec Dynamic Duo)     | "Nosedive"          | Lauréat    |
| 2017  | 19e Mnet Asian Music Awards                 | Qoo10 Song of The Year                    | "Nosedive"          | Nomination |
| 2017  | 9e Melon Music Awards                       | Best Rap/Hip Hop Award (avec Dynamic Duo) | "Nosedive"          | Lauréat    |
| 2018  | 9e Gaon Chart Music Awards                  | Song of the Year – January                | "Nosedive"          | Nomination |
| 2019  | 2e Genie Music Awards                       | Male Solo Artist                          |                     | Nomination |
| 2019  | 2e Genie Music Awards                       | Vocal Artist                              | Nomination          |            |
| 2019  | Annual Fresh Asia Music Awards              | TOP 10 Asia-Pacific Gold Song of the Year | "Make It Count"     | Lauréat    |
| 2019  | 11e Melon Music Awards                      | Top 10 Artists                            |                     | Nomination |
| 2019  | 11e Melon Music Awards                      | Album of the Year                         | April, and a flower | Nomination |
| 2019  | 21e Mnet Asian Music Awards                 | Best Vocal Performance – Solo             | "Beautiful Goodbye" | Nomination |
| 2019  | 21e Mnet Asian Music Awards                 | Song of the Year                          | "Beautiful Goodbye" | Nomination |
| 2019  | 34e Golden Disc Awards                      | Digital Bonsang                           | "Beautiful Goodbye" | Nomination |
| 2019  | 34e Golden Disc Awards                      | Disc Bonsang                              | April, and a flower | Nomination |
| 2019  | 29e Seoul Music Awards                      | Popularity Award                          |                     | Nomination |
| 2019  | 29e Seoul Music Awards                      | Hallyu Special Award                      | Nomination          |            |
| 2019  | 29e Seoul Music Awards                      | Bonsang Award                             | Nomination          |            |
| 2019  | 29e Seoul Music Awards                      | Daesang Award                             | Nomination          |            |
| 2019  | 2020 Korea First Brand Awards               | Male Vocalist                             | Lauréat             |            |
| 2022  | Asian Pop Music Awards                      | Top 20 Songs of the Year (Overseas)       | "Last Scene"        | Lauréat    |
| 2022  | Asian Pop Music Awards                      | People's Choice Award (Overseas)          | Last Scene          | 4e place   |